# ایتو ایتتوسای
ایتو ایتتوسای (به ژاپنی: 伊藤 一刀斎 景久 Itō Ittōsai); ۱ ژانویهٔ ۱۵۶۰ – ۱ ژانویهٔ ۱۶۵۳) سامورایی استاد کن‌جوتسو و بنیان‌گذار ایتتو-ریو اهل ژاپن بود.